# 1996년 6월
| 1996년: 1월 · 2월 · 3월 · 4월 · 5월 · 6월 · 7월 · 8월 · 9월 · 10월 · 11월 · 12월 |

| <           | 1996년 6월 | 1996년 6월 | 1996년 6월 | 1996년 6월 | 1996년 6월 | >           |
| 일          | 월         | 화         | 수         | 목         | 금         | 토          |
|             |            |            |            |            |            | 1 4.16 기사 |
| 2 17 경오   | 3 18 신미  | 4 19 임신  | 5 20 계유  | 6 21 갑술  | 7 22 을해  | 8 23 병자   |
| 9 24 정축   | 10 25 무인 | 11 26 기묘 | 12 27 경진 | 13 28 신사 | 14 29 임오 | 15 30 계미  |
| 16 5.1 갑신 | 17 2 을유  | 18 3 병술  | 19 4 정해  | 20 5 무자  | 21 6 기축  | 22 7 경인   |
| 23 8 신묘   | 24 9 임진  | 25 10 계사 | 26 11 갑오 | 27 12 을미 | 28 13 병신 | 29 14 정유  |
| 30 15 무술  |            |            |            |            |            |             |

| 편집하기 |